# Naramice
Naramice [naraˈmit͡sɛ] és un poble al districte administratiu de Gmina Biała, al Comtat de Wieluń, voivodat de Łódź, al centre de Polònia. És a uns 4 km al nord de Biała, 14 km al nord-oest de Wieluń, i uns 90 km al sud-oest del Łódź, la capital regional.